# Mabi de Almeida
Álvaro „Mabi“ de Almeida (* 12. Oktober 1963 in Benguela; † 6. Juni 2010 in Huambo) war ein angolanischer Fußballtrainer. Er studierte in Zwickau Sportpädagogik.

## Karriere
Mabi de Almeida wurde im November 2008 Trainer der angolanischen Fußballnationalmannschaft, nachdem er zuvor zwei Jahre als Co-Trainer beschäftigt war. Im April 2009 gab der angolanische Verband bekannt, dass er einen neuen Trainer sucht. Also wurde de Almeida kurz darauf entlassen. Bis zu seinem Tod im Juni 2010 war er Trainer beim angolanischen Verein Caála.